# Superserien för herrar 2020
Superserien 2020 var Sveriges högsta division i amerikansk fotboll för herrar säsongen 2020. Serien skulle ha spelats 4 april–13 juni men flyttades till 22 augusti–26 september på grund av 
Coronaviruspandemin och vanns av Stockholm Mean Machines. Lagen mötte de andra lagen i dubbelmöten hemma och borta. Vinst gav 2 poäng, oavgjort 1 poäng och förlust 0 poäng.
Alla lag gick vidare till slutspel. SM-slutspelet spelades 10 oktober–24 oktober och vanns av Carlstad Crusaders.

## Tabell
| Nr | Lag                               | S | V | O | F | V%    | GP  | IP  | PS   | P  |
| -- | --------------------------------- | - | - | - | - | ----- | --- | --- | ---- | -- |
| 1  | Stockholm Mean Machines (RL) (RM) | 6 | 5 | 0 | 1 | 0,833 | 174 | 75  | +99  | 10 |
| 2  | Carlstad Crusaders                | 6 | 4 | 0 | 2 | 0,667 | 121 | 50  | +71  | 8  |
| 3  | Örebro Black Knights              | 6 | 3 | 0 | 3 | 0,500 | 89  | 122 | −33  | 6  |
| 4  | Uppsala 86ers                     | 6 | 0 | 0 | 6 | 0,000 | 34  | 171 | −137 | 0  |

Färgkoder:
|      | – Kvalificerad för mästerskapsslutspel |
| (RL) | – Regerande ligamästare (seriesegrare) |
| (RM) | – Regerande svenska mästare            |

## Matchresultat
| Hemma \ Borta           | CC      | SMM    | U86     | ÖBK     |
| Carlstad Crusaders      | —       | 20 – 0 | 42 – 6  | 14 – 6  |
| Stockholm Mean Machines | 18 – 12 | —      | 34 – 14 | 38 – 22 |
| Uppsala 86ers           | 0 – 20  | 0 – 41 | —       | 7 – 13  |
| Örebro Black Knights    | 20 – 13 | 7 – 43 | 21 – 7  | —       |

## Slutspel

### Semifinaler
|       | 10 oktober 2020 | Stockholm Mean Machines | 41 – 6                | Uppsala 86ers | Zinkensdamms IP |            |
| 15:00 | 15:00           |                         | (35 – 6) Matchrapport |               | Publik: 50      | Publik: 50 |
| 15:00 | 15:00           |                         |                       |               | Publik: 50      | Publik: 50 |
| 15:00 | 15:00           |                         |                       |               | Publik: 50      | Publik: 50 |

|       | 11 oktober 2020 | Carlstad Crusaders | 13 – 7 ÖT (7 – 7 efter ord. tid) | Örebro Black Knights | Tingvalla IP                     |                                  |
| 13:00 | 13:00           |                    | (7 – 7) Matchrapport             |                      | Publik: 50 Domare: B Westerbjork | Publik: 50 Domare: B Westerbjork |
| 13:00 | 13:00           |                    |                                  |                      | Publik: 50 Domare: B Westerbjork | Publik: 50 Domare: B Westerbjork |
| 13:00 | 13:00           |                    |                                  |                      | Publik: 50 Domare: B Westerbjork | Publik: 50 Domare: B Westerbjork |

### SM-final
|       | 24 oktober 2020 | Stockholm Mean Machines | 12 – 14               | Carlstad Crusaders | Tingvalla IP                 |                              |
| 15:00 | 15:00           |                         | (0 – 14) Matchrapport |                    | Publik: 50 Domare: T Mandoki | Publik: 50 Domare: T Mandoki |
| 15:00 | 15:00           |                         |                       |                    | Publik: 50 Domare: T Mandoki | Publik: 50 Domare: T Mandoki |
| 15:00 | 15:00           |                         |                       |                    | Publik: 50 Domare: T Mandoki | Publik: 50 Domare: T Mandoki |